# کراینگک دولنه
کراینگک دولنه (به لهستانی:  Krajnik Dolny) یک روستا در لهستان است که در گمینا خوینا واقع شده‌است.